# Кафане (ТВ филм)
Кафане (мкд. Крчмите) је југословенски телевизијски филм из 1966. године. Режирао га је Ацо Алексов а сценарио су написали Ташко Георгиевски и Блаже Конески.

## Улоге
| Глумац        | Улога |
| ------------- | ----- |
| Киро Ћортошев |       |
| Петре Прличко |       |